# Beit Yaakov

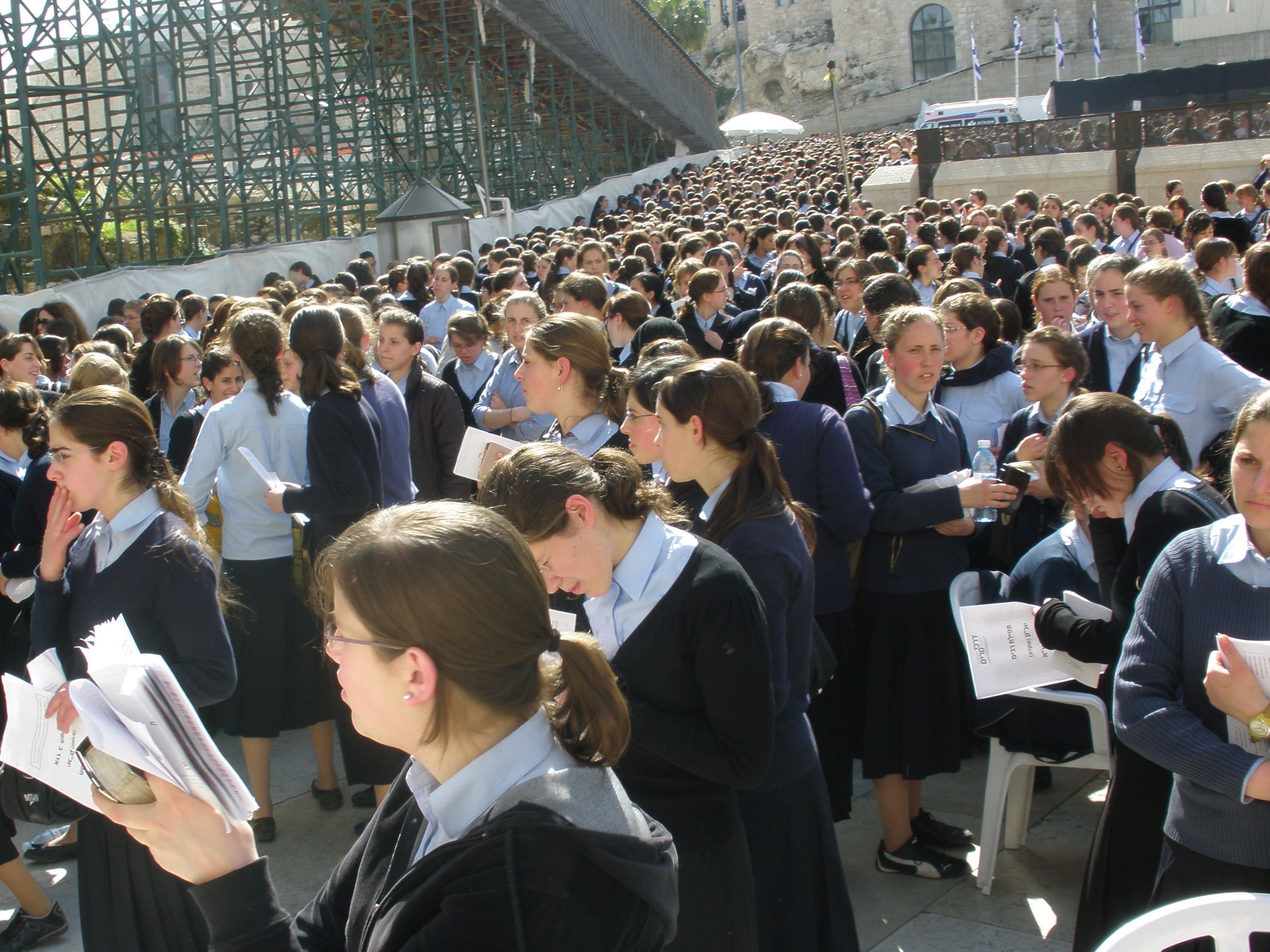
Elèves d'un Beit Yaakov.

Un Beit Yaakov (hébreu : בית יעקב, également Bais, Beth ou Beis Yaakov « Maison de Jacob ») est une institution du monde juif orthodoxe équivalent à l’école primaire et secondaire pour jeunes filles. L’appellation, tirée de l’interprétation rabbinique d’Exode 19:3, n’implique pas nécessairement une affiliation de ces écoles, bien que certaines le soient pour diverses raisons.